# 斯圖赫納河

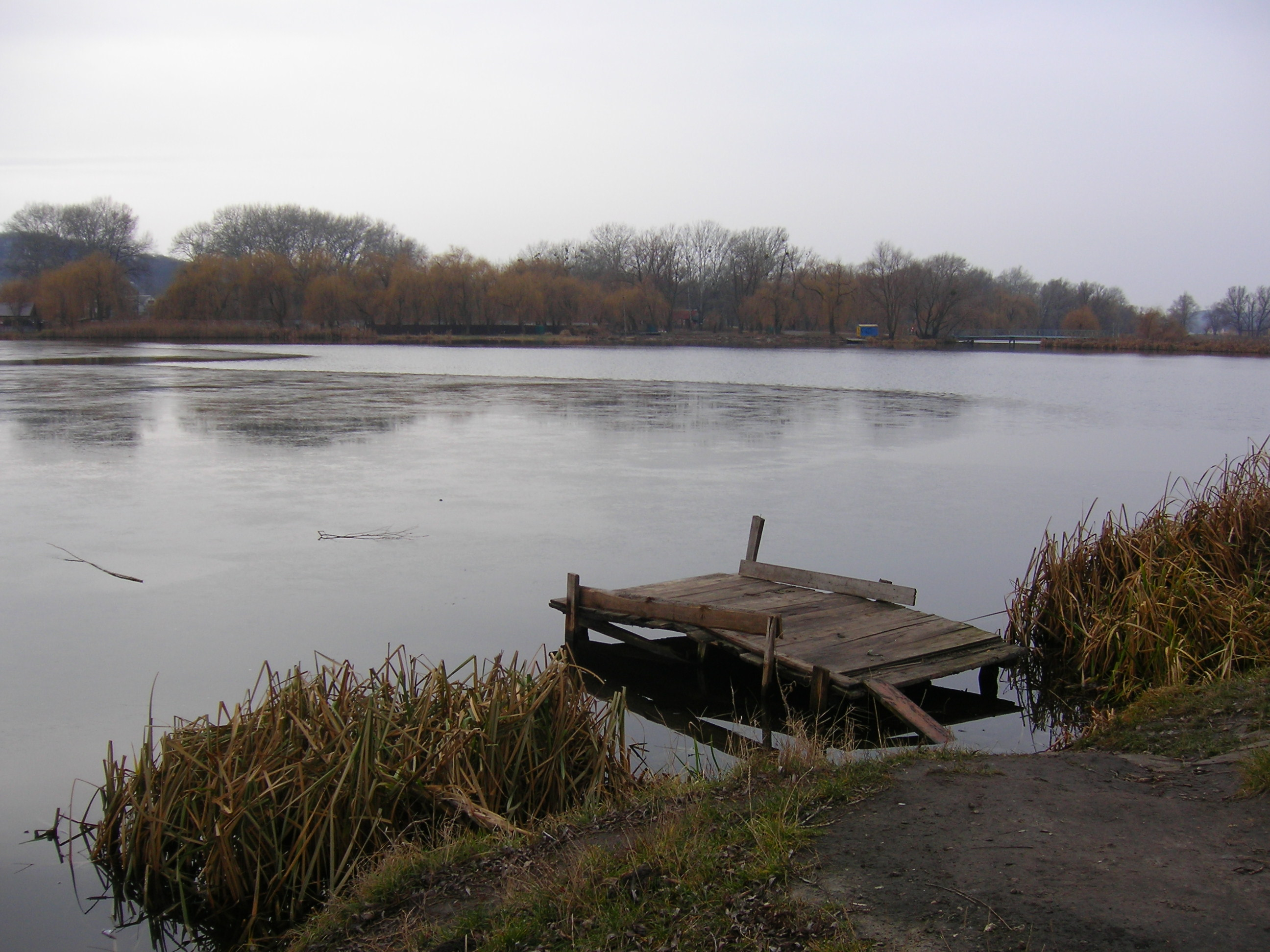

斯圖赫納河（羅馬化：Stuhna）是烏克蘭的河流，位於該國中北部基輔州，屬於第聶伯河的支流，流經第聶伯高地，河道全長69.5公里，流域面積787平方公里。